# Geografie Ázerbájdžánu
Tento článek pojednává o geografických podmínkách Ázerbájdžánu.

## Poloha

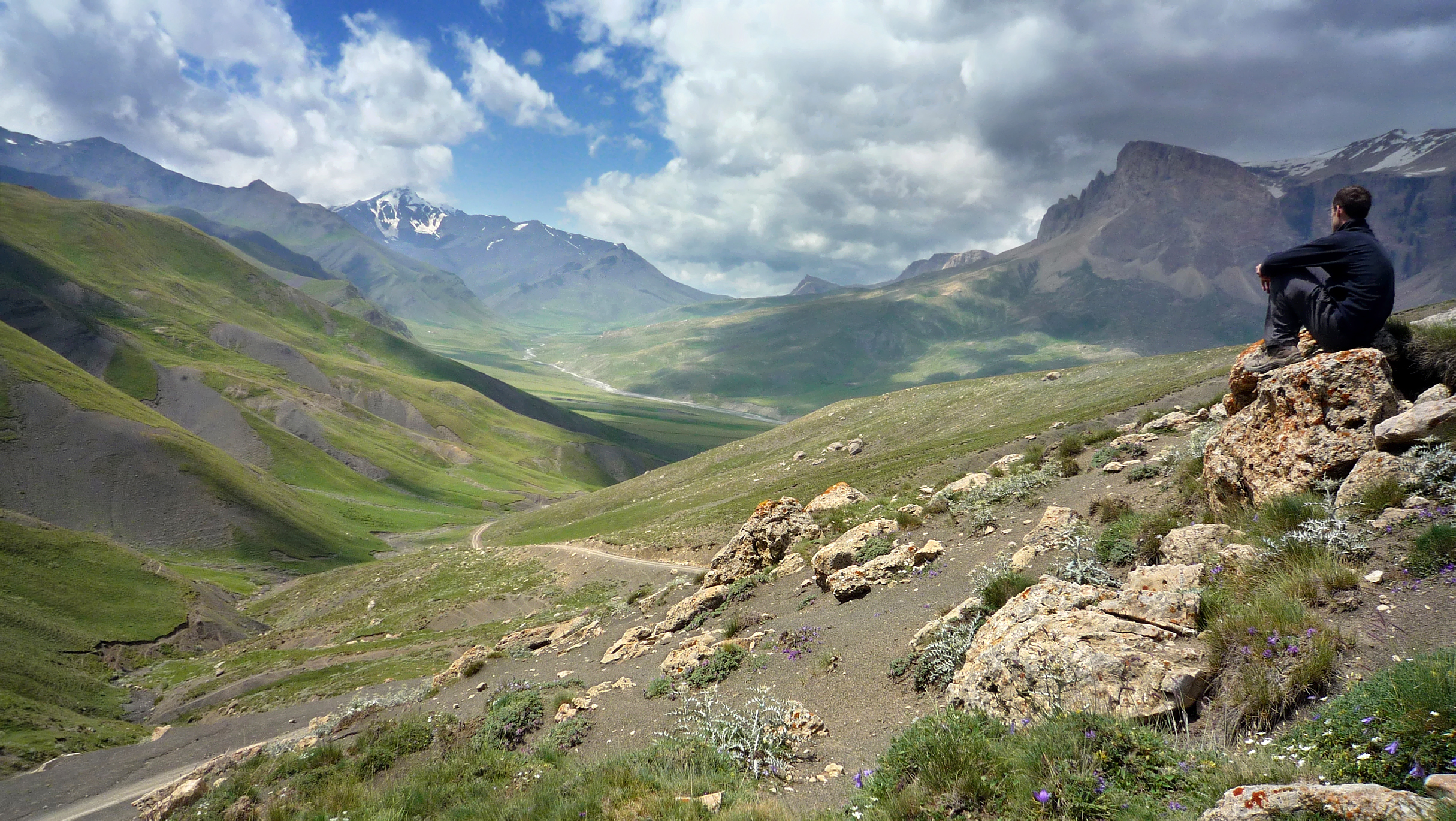
Pohoří Khinalug

Ázerbájdžán je země ležící na jižní straně Kavkazu, v Eurasii.
Hranicemi Ázerbájdžánu tvoří Kaspické moře na východě, Gruzie a Rusko na severu, Írán na jihu a Arménie na jihozápadě a západě. Částí Nachičevanu sousedí Ázerbájdžán také s Tureckem na severozápadě.
Hlavní a zároveň největší město Ázerbájdžánu je historické město Baku, které má největší a nejlepší přístav v Kaspickém moři a je největším střediskem ropného průmyslu v zemi.
Mezi základní dominanty Ázerbájdžánu patří:
- Kaspické moře, jehož břeh je přírodní hranicí s východem
- horské pásmo Velkého Kavkazu na severu
- rozsáhlá rovina ve středu země

Ázerbájdžán má celkovou rozlohu asi 86,600 km2, což činí méně než 1% rozlohy Sovětského svazu, jehož byl po dlouhou dobu součástí. Mezi třemi Kavkazskými státy (Ázerbájdžán, Gruzie, Arménie) je Ázerbájdžán největší.
Zvláštními správní pododděleními jsou:
- Nachičevanská autonomní republika, která je oddělena od zbývající části Ázerbájdžánu kouskem Arménského území
- autonomní oblast Náhorní Karabach, která je podle mapy plně součástí Ázerbájdžánu, ale v současné době je násilně okupována Arménií

## Rozloha a hranice
Rozloha:
- celkem: 86 600 km²
- souš: 86 100 km²
- vodní plochy: 500 km²

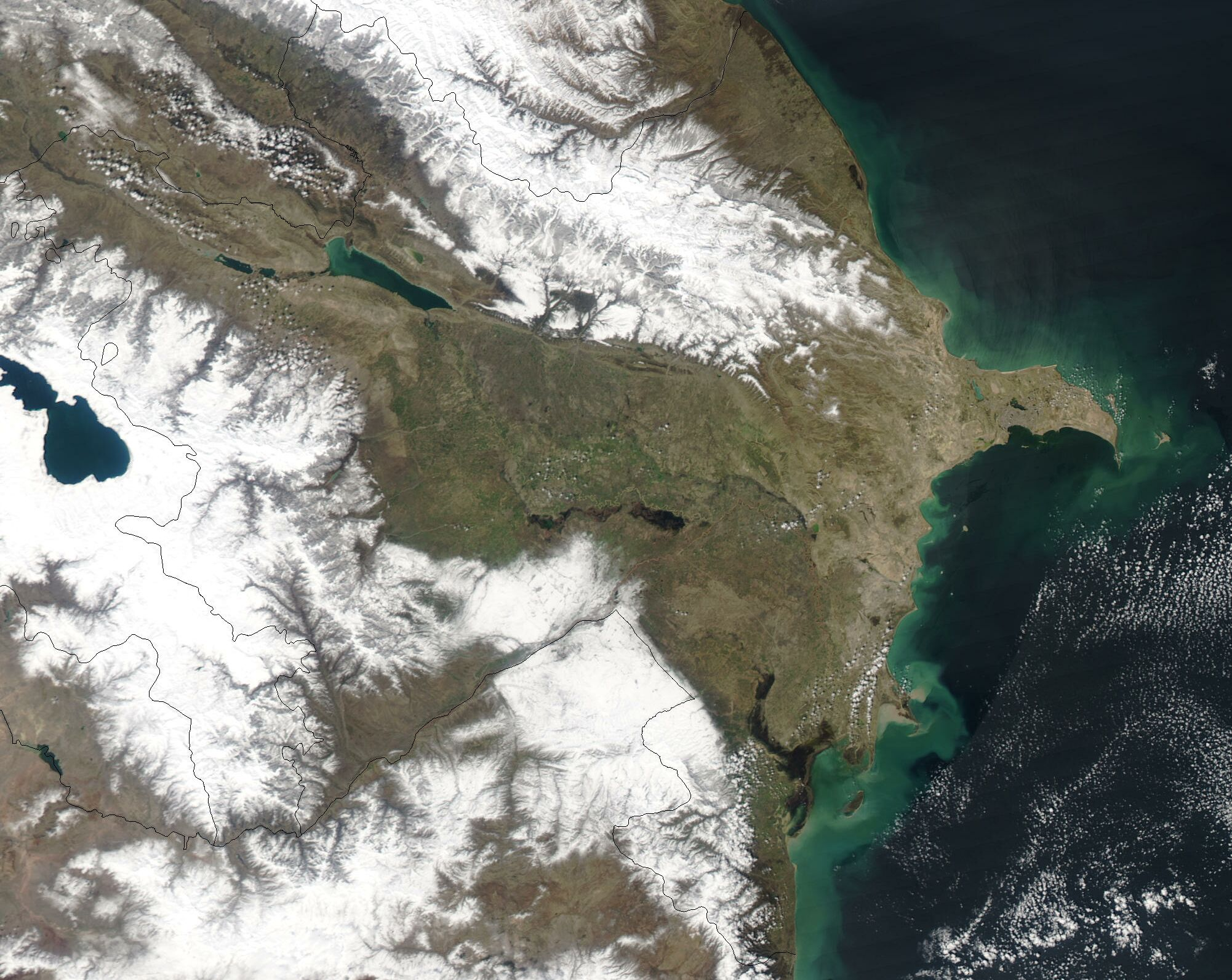
Satelitní mapa NASA

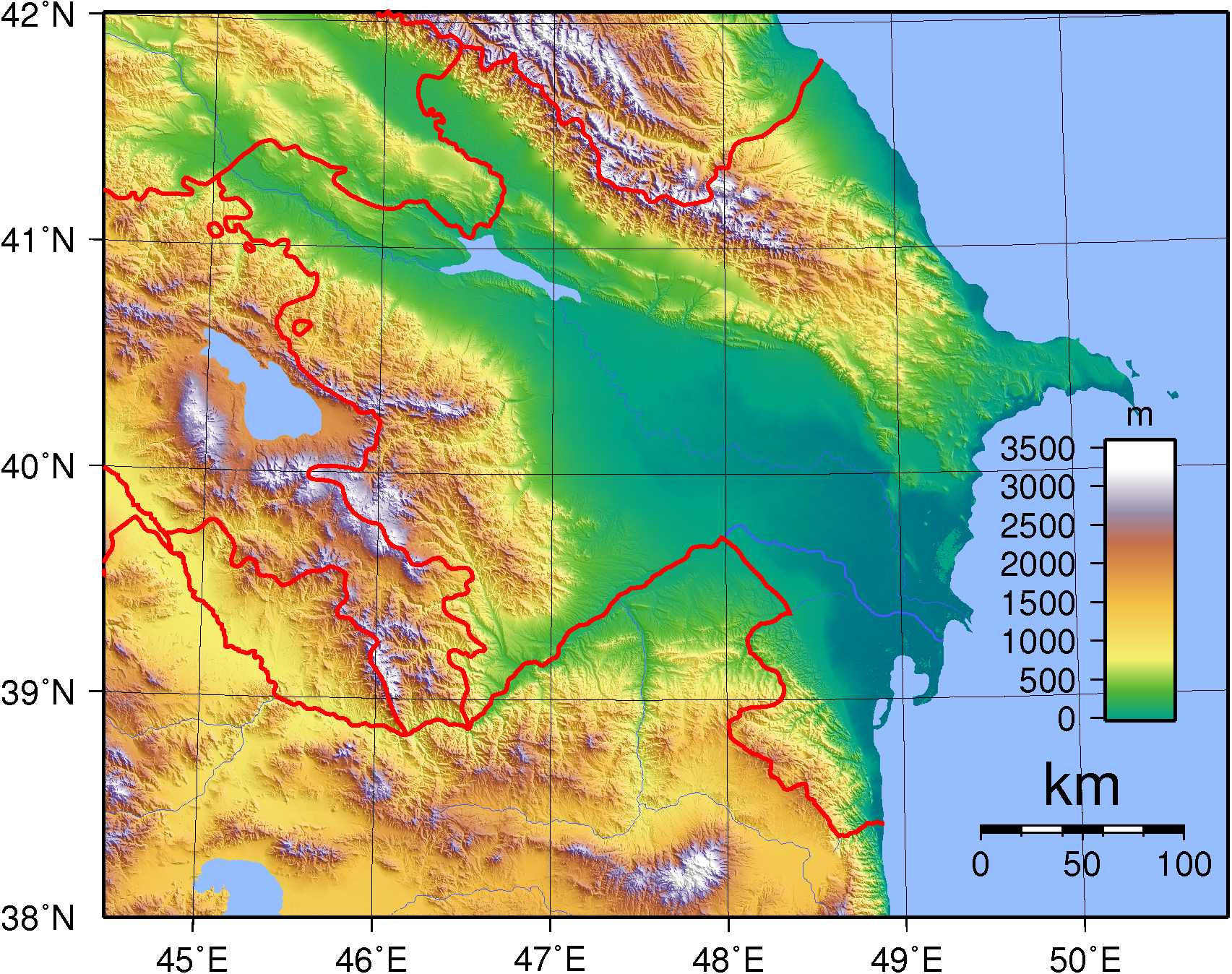
Topografická mapa Ázerbájdžánu

Poznámka: údaje jsou uvedeny včetně exklávy Nachičevanská autonomní republika a regionu Náhorní Karabach.
Srovnání rozlohy:
- srovnání se zeměmi EU: o něco menší než Portugalsko a větší než Rakousko
- srovnání se Spojeným královstvím: o něco větší než Skotsko
- srovnání s USA: o něco menší než Maine
- srovnání s Austrálií: o něco menší než Tasmánie
- srovnání s Kanadou: větší než New Brunswick

Délka hranic:
- celkem 2 648 km
- hranice zemí: Írán 756 km, Arménie 1007 km, Gruzie 480 km, Rusko 390 km, Turecko 15 km[1]

Pobřežní čára:
- 0 km (uzavřených pevninou)
- 800 km hranice s Kaspickým mořem

Krajní body:
- nejnižší bod: Kaspické moře (−28 m n. m.)
- nejvyšší bod: Bazardüzü (4485 m n. m., na hranici s Ruskem)
- nejvyšší bod uvnitř ázerbájdžánského území: Shah dağı (4243 m n. m.)

## Ostrovy
- Bulla
- Çikil
- Çilov
- Gil
- Glinyaniy
- Nargin
- Pirallahı
- Qara Su
- Qum
- Səngi Muğan
- Vulf
- Zənbil

## Vodstvo
V Ázerbájdžánu se nachází 1 250 řek, z nichž jen 21 má délku větší než 100 km. Horské oblasti (nadmořská výška – 1 000 až 2 500 m) jsou charakteristické velmi hustou říční sítí (0,4 až 0,5 km/km²), zatímco v rovinách je to výrazně méně (0,05 až 0,1 km/km²). Největší řeka Kavkazu Kura protéká republikou ze severozápadu na jihovýchod a ústí do Kaspického moře. Hlavní přítok Kury Araks teče podél jižní hranice Ázerbájdžánu. Většina řek patří do povodí Kury, jen řeky na severovýchodě (Samur) a v pohoří Talyš (Bolqarçay) ústí přímo do Kaspického moře. Z jihovýchodních svahů Velkého Kavkazu stékají řeky Belokančaj, Muchachčaj, Talačaj, Kurmuchčaj aj. K severovýchodu od rozvodí tečou Samur, Kudialčaj aj. Z jihovýchodní části Malého Kavkazu stékají pravé přítoky Kury (Şəmkirçay, Agstafa, Gjandžačaj, Terter) a levý přítok Araksu Akera. Na většině řek jsou nejvyšší vodní stavy v létě (duben až září), jen v Talyši v zimě (říjen až březen). V rovinách se řeky využívají na zavlažování. Na Kure byla vybudována velká Mingečaurská hydroelektrárna a vodní nádrž (rozloha 605 km² a objem 16 km³), ze které jsou rozvedeny zavodňovací kanály (Hornokarabašský a Hornoširvanský). Pod přehradou je na Kure rozvinuta místní lodní doprava.
V republice je 250 jezer většinou nevýznamných. Největší jezera jsou Gadžikabul (15,5 km²) a Bejukšor (10,3 km²). Jezera vznikla přehrazením dolin popř. jsou ledovcového původu a nachází se v horách Velkého a Malého Kavkazu. Největší z nich je Velký Alagjol (rozloha 5 km², hloubka 8 m) na Karabašské sopečné plošině. Na severovýchodním svahu hřbetu Murovdag se rozkládá skupina překrásných jezer, vzniklých sesuvy. Mezi nimi je jedno z nejkrásnějších jezer Kavkazu Modré jezero. Mnoho jezer je také v Kuro-arakské nížině.

## Velká města
1. Baku – 2 074 300
2. Gəncə – 500 000
3. Sumqayıt – 357 900
4. Mingačevir – 95 200
5. Qaraçuxur – 72 200 (předměstí Baku)
6. Şirvan – 71 125
7. Bakıxanov – 66 300 (předměstí Baku)
8. Nachičevan – 64 500
9. Şəki – 62 100

## Přírodní zdroje
- ropa
- zemní plyn
- železná ruda
- neželezné kovy
- oxid hlinitý
- zlato
- podzemní voda

## Zemědělství
- orná půda: 18 %
- trvalé plodiny: 5 %
- trvalé pastviny: 25 %
- lesy a zalesněná krajina: 11 %
- ostatní: 41 % (1993)

Zavlažovaná půda: 10 000 km² (1993)